# Кармановы (Верхошижемский район)
Кармановы — опустевшая деревня в Верхошижемском районе Кировской области в составе Мякишинского сельского поселения. 

## География
Находится на расстоянии примерно 19 км на юг от районного центра посёлка Верхошижемье. 

## История
Известна была с 1781 года как починок Отарский, который состоял из 11 дворов, в которых проживало 101 житель. В 1873 году здесь (починок Отарский или Карманово) было учтено дворов 26 и жителей 227, в 1905 26 и 230, в 1926 35 и 197, в 1950 40 и 151. В 1989 году проживало 45 человек. Нынешнее название закрепилось с 1939 года. 

## Население
Постоянное население  составляло 9 человек (русские 100%) в 2002 году, 0 в 2010.